# Annaphila variegata
Annaphila variegata är en fjärilsart som beskrevs av Smith 1908. Annaphila variegata ingår i släktet Annaphila och familjen nattflyn. Inga underarter finns listade i Catalogue of Life.